# Pseudorhombus ctenosquamis
Pseudorhombus ctenosquamis är en fiskart som först beskrevs av Oshima 1927.  Pseudorhombus ctenosquamis ingår i släktet Pseudorhombus och familjen Paralichthyidae. Inga underarter finns listade i Catalogue of Life.